# متحف مركب خوفو
متحف مركبِ خوفو أو متحف مركبِ الجيزة الشمسي بُنِى 1985م. هو متحف مُكرّس لعَرْض إعادة تركيب سفينةِ خوفو الشمسية.

## موقع
الهرم العظيم للجيزة مِنْ الجنوبِ ترى متحف المركب الشمسيِ. بُنِى بجانب الهرم العظيمِ لخوفو. يقع المتحف على بعد بضعة أمتار مِنْ الجانبِ الجنوبي للهرم. المتحف مُجهّز بالتقنيات العصرية والتقنيات للحفاظ على المركب الشمسي.

## محتويات
سفينة خوفو المعاد تجميعها (السفينة كَانتْ مُجمّعةَ بالكامل في 1968) (السفينة فُكّكتْ حول المناسك الجنائزية إلى 1224 قطعة صغيرة قبل أن تُدْفَن قُرْب الأهرامِ في حفرة المركب). إنّ المتحف مَبْني لِكي يُمكّنَ نَظْر المركبِ مِنْ ثلاثة مستويات مختلفةِ في ثلاثة طوابقِ.
في الطابق الأرضي، واحد يُمْكِنُ أَنْ يَنْظرَ قاعَ المركبِ.
نموذج معماري لسفينة خوفو الشمسية.
صور الاكتشافِ وإعادة تجميع السفينةِ.

## معرض الصور

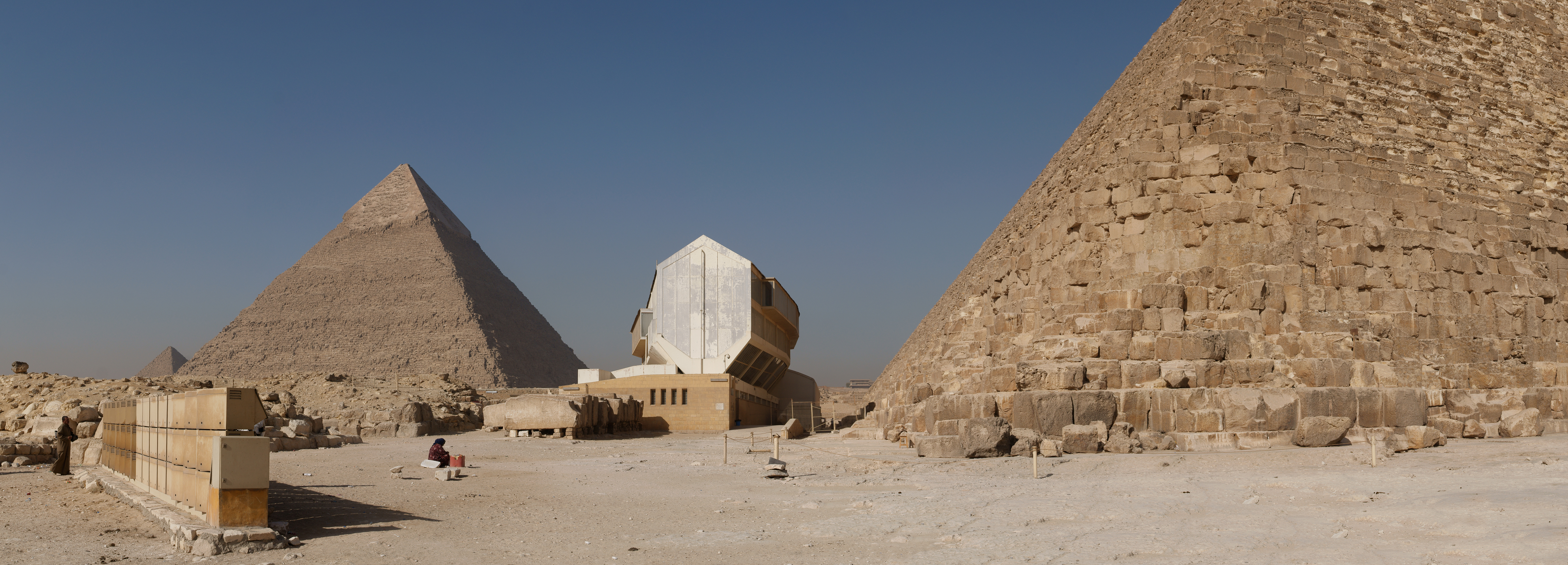
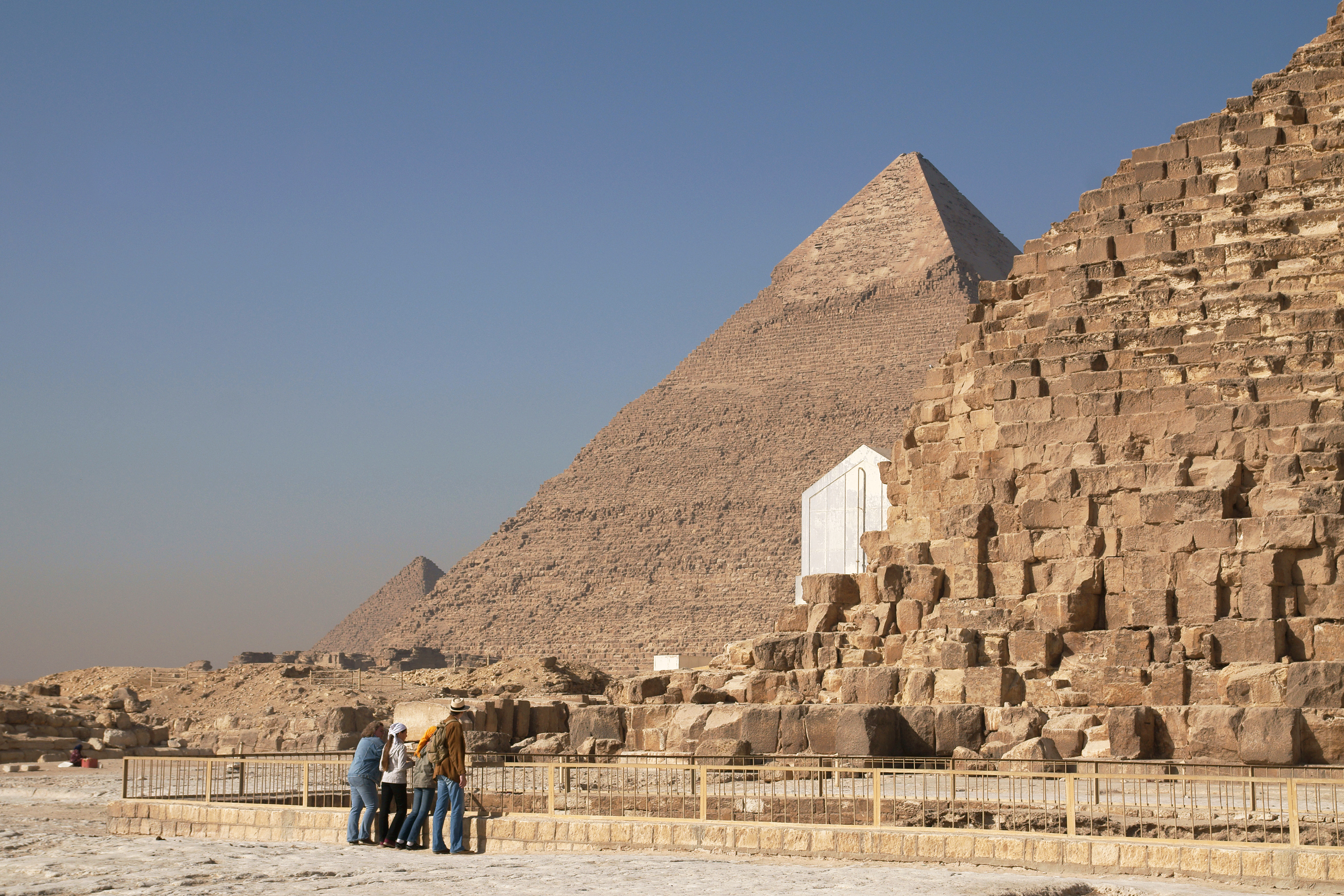
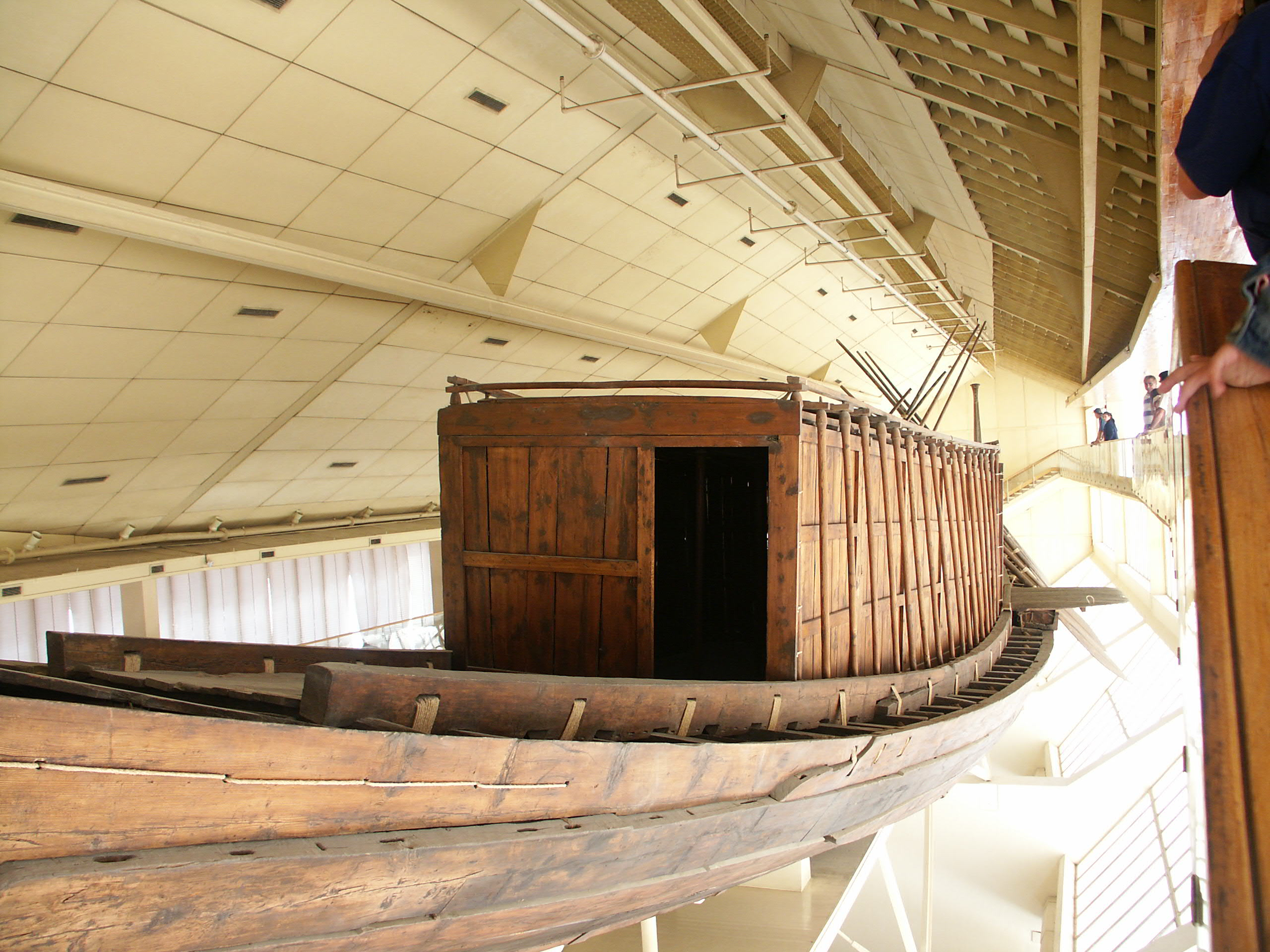
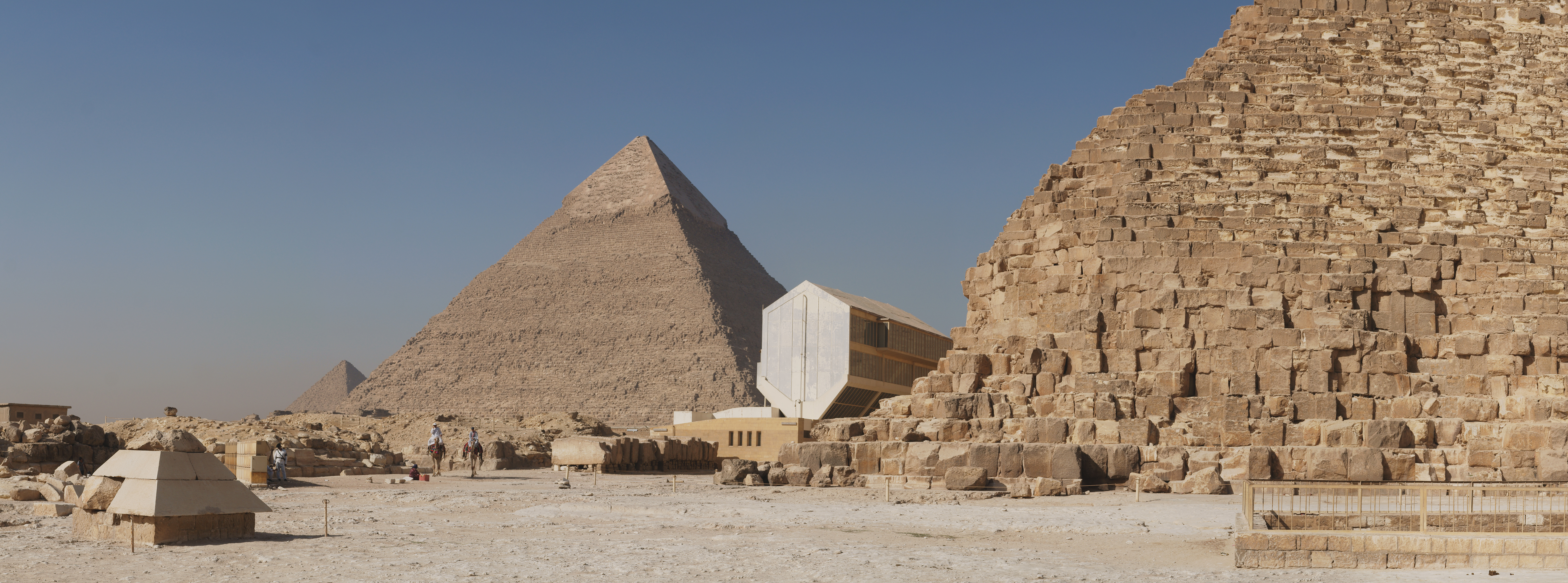